# Alan Nunnelee
Alan Nunnelee, född 9 oktober 1958 i Tupelo i Mississippi, död 6 februari 2015 i Tupelo i Mississippi, var en amerikansk republikansk politiker. Han var ledamot av USA:s representanthus från 2011 fram till sin död.
Nunnelee utexaminerades 1980 från Mississippi State University och var sedan verksam som affärsman. Han var ledamot av Mississippis senat 1995–2010. I mellanårsvalet i USA 2010 besegrade Nunnelee demokraten Travis Childers. Nunnelee avled i ämbetet i februari 2015.